# Festo (Iliade)
Festo è un personaggio dell'Iliade di Omero, menzionato nel quinto libro.

## Il mito

### Le origini
Giovane guerriero figlio di Boro, Festo faceva parte del contingente dei Meoni (guidato dai due principi Mestle ed Antifo), popolo alleato con Priamo. Combatteva su un carro.

### La morte
Festo fu ucciso in combattimento da Idomeneo:
"  Idomeneo trafisse Festo, figliuolo del meonio 

 Boro, il quale era giunto da Tarne fertile zolla;

 Idomeneo buona lancia con l'asta lunga 

lo colpì nella spalla destra, mentre balzava sul cocchio. 

 Cadde riverso dal cocchio, lo prese la tenebra orrenda. 

 Questo spogliarono i servi d'Idomeneo. " 
(Omero, Iliade, libro V, vv. 43-48, traduzione di Rosa Calzecchi Onesti)
 "  E Festo, un figlio del meonio Boro, 

 che da Tarne venìa, fertile piaggia, 

salìa sul cocchio, e Idomeneo lo giunse 

 sotto l'omero destro, e fra le zampe 

 de' suoi cavalli lo trasportò, in eterna 

 notte improvvisa addormentato; e i servi 

 del re cretense si partian le spoglie  " 
(traduzione di Ugo Foscolo)

### Fonti
- Omero, Iliade, libro V, vv.43-48.

### Traduzione delle fonti
- Omero, Iliade, traduzione di Rosa Calzecchi Onesti, seconda edizione, Torino, Einaudi, 1990. ISBN 978-88-06-17694-5.
- Ugo Foscolo, Traduzione dell'Iliade, in Poesie, Firenze, Salani 1962.